# Kosina Mała
Kosina Mała (lit. Mažoji Kuosinė) − wieś na Litwie, w rejonie wileńskim, 6 km na południe-zachód od Kowalczuków, zamieszkana przez 70 ludzi.

## Historia
W dwudziestoleciu międzywojennym leżała w Polsce, w województwie wileńskim, w powiecie wileńsko-trockim, w gminie Szumsk.
Po II wojnie światowej w granicach Związku Sowieckiego. Od 1991 na niepodległej Litwie.